# Блидари (Бакау)
Блидари (рум. Blidari) насеље је у Румунији у округу Бакау у општини Кајуци. Oпштина се налази на надморској висини од 229 m.

## Становништво
Према подацима из 2002. године у насељу је живело 788 становника, од којих су сви румунске националности.